# Pectiniunguis amphibius
Pectiniunguis amphibius is een duizendpotensoort uit de familie van de Schendylidae. De wetenschappelijke naam van de soort is voor het eerst geldig gepubliceerd in 1923 door Chamberlin.